# 스룽구
스룽구(한국어: 석룡구, 중국어: 石龙区, 병음: Shílóng Qū)는 중화인민공화국 허난성 핑딩산 시의 현급 행정구역이다. 넓이는 35 km2이고, 인구는 2007년 기준으로 60,000명이다.

## 행정 구역
4개 가도를 관할한다.
- 가도: 高庄街道, 龙兴街道, 人民路街道, 龙河街道.